# Таловка (приток Чарыша)
Таловка — река в Алтайском крае России. Истекает из подножия горы Байкал. Устье реки находится в 266 км от устья по левому берегу реки Чарыш. Длина реки составляет 36 км, на местности 31 км. В деревне Акимовка принимает правый приток — Ложенку с её притоком Черемушкой.
На картах Генштаба СССР показана полным притоком Кукуйки, что ныне является ошибкой. Однако, в 5 км от устья часть водотока всё же перетекает в Кукуйку.

## Данные водного реестра
По данным государственного водного реестра России относится к Верхнеобскому бассейновому округу, водохозяйственный участок реки — Обь от слияния рек Бия и Катунь до города Барнаул, без реки Алей, речной подбассейн реки — бассейны притоков (Верхней) Оби до впадения Томи. Речной бассейн реки — (Верхняя) Обь до впадения Иртыша.